# Vuolep Vuoksákjávrre
Vuolep Vuoksákjávrre, enligt tidigare ortografi Vuolep Vuouksakjaure, är en sjö i Jokkmokks kommun i Lappland och ingår i Luleälvens huvudavrinningsområde. Sjön har en area på 0,0803 kvadratkilometer, ligger 1 009 meter över havet och avvattnas av ett namnlöst biflöde till Gárddevarjåhkå.
Förledet Vuolep betyder nedre och syftar på att sjön ligger lägre än den närliggande sjön Bajep Vuoksákjávrre.

## Delavrinningsområde
Vuolep Vuoksákjávrre ingår i det delavrinningsområde (744669-155514) som SMHI kallar för Mynnar i Lilla Luleälven. Medelhöjden är 944 meter över havet och ytan är 22,34 kvadratkilometer. Räknas de 7 avrinningsområdena uppströms in blir den ackumulerade arean 121,51 kvadratkilometer. Gárddevarjåhkå som avvattnar avrinningsområdet har biflödesordning 3, vilket innebär att vattnet flödar genom totalt 3 vattendrag (Darreädno (Tarraätno), Lilla Luleälven, Luleälven) innan det når havet efter 338 kilometer. Avrinningsområdet består mestadels av kalfjäll (95 procent). Avrinningsområdet har 0,24 kvadratkilometer vattenytor vilket ger det en sjöprocent på 1,1 procent.